# Szowejsze
Szujesze (pers. شويشه) – miasto w Iranie, w ostanie Kurdystan. W 2016 roku liczyło 1302 mieszkańców.